# Södra Lundby kyrka
Södra Lundby kyrka är en kyrkobyggnad som sedan 2018 tillhör Varabygdens församling (2002—2018 Vedums församling och tidigare Södra Lundby församling) i Skara stift. Den ligger mellan orterna Larv och Vedum i Vara kommun.

## Kyrkobyggnaden
Troligen uppfördes kyrkan på 1200-talet och ersatte en stavkyrka av trä.
1782 byggdes kyrkan ut då östra kortväggen och södra långväggen flyttades och nuvarande tresidiga kor tillkom. 1785 byggdes en sakristia norr om koret. Samma år revs ett senmedeltida vapenhus av trä vid södra sidan och ersattes av ett nytt trävapenhus vid västra kortsidan. 1886 revs vapenhuset av trä och ersattes av nuvarande vapenhus av sten.
En fristående klockstapel, med öppen träkonstruktion, är byggd 1740. Stapelns karnisformade huv är klädd med plåt. I stapeln hänger två kyrkklockor. Lillklockan är gjuten 1582 och inköpt 1823 från Broddetorp. Storklockans ålder är okänd, men har gjutits om 1789 av Nils Billsten i Skara.

## Inventarier
- Dopfunten är en liljestensfunt från 1200-talet.
- Predikstolen av ek bär årtalet 1663.
- Altartavlan är från 1715.
- Orgeln är byggd 1955 av Liareds orgelbyggeri.

### Webbkällor
- byggnadspresentation
- om klockstapeln
- Vara-Essungabygden
- Wikimedia Commons har media som rör Södra Lundby kyrka.